# Кабырга (Восточно-Казахстанская область)
Кабырга (каз. Қабырға) — село в Катон-Карагайском районе Восточно-Казахстанской области Казахстана. Входит в состав Катон-Карагайского сельского округа. Код КАТО — 635443300.

## Население
В 1999 году население села составляло 310 человек (165 мужчин и 145 женщин). По данным переписи 2009 года, в селе проживало 246 человек (130 мужчин и 116 женщин).